# Кишинёвский автобус
Кишинёвский автобус — транспортная система города Кишинёва, включающая как внутригородские, так и пригородные маршруты. Также Кишинёв связан автобусными междугородными маршрутами с большинством городов и сёл Республики Молдова, со многими городами Украины, России, Румынии, а также некоторых других стран Восточной и Западной Европы.

## История
Ещё до революции, в 1909 году была предпринята попытка организовать в Кишинёве пригородное автобусное сообщение. Организатором выступил крупный землевладелец М. Суручан, построивший гараж в Кишинёве. Перевозки осуществлялись на переоборудованных грузовых автомобилях марки «Уайт». Проезд на них стоил 25 копеек с человека (извозчики брали за то же расстояние 50 копеек), что привело к борьбе с извозчиками за сферы влияния.
Официально история кишинёвского автобуса началась в марте 1946 года. Городу остро не хватало транспорта, трамвайное хозяйство было разрушено отступающими гитлеровскими войсками и требовало длительного восстановления. Поэтому в городе ввели автобусное сообщение на автобусах ЗИС-154. К 1955 году в городе работало на линиях 40 машин марки ЗИС-155 и ПАЗ-651, а объём перевозок пассажиров составил около 6 миллионов человек в год.
В 1961 году в городе действовали 12 автобусных маршрутов:
| №  | Маршрут                                                                                                 |
| -- | --- |
| А  | Агентство Аэрофлота (бульвар Негруцци, 8; в настоящее время — офис авиакомпании Air Moldova) — Аэропорт |
| 1  | Болгарская улица — Кирпичный Завод (Заводская улица)                                                    |
| 2  | Фабрика имени Лазо (угол Болгарской ул. и ул. 31 августа 1989) — Скиноаса                               |
| 3  | Фабрика имени Лазо (угол Болгарской ул. и ул. 31 августа 1989) — Рышкановка                             |
| 4  | Боюканы — Вистерничены                                                                                  |
| 5  | Центральный Рынок — Мунчешты                                                                            |
| 6  | Фабрика имени Лазо (угол Болгарской ул. и ул. 31 августа 1989) — Дурлешты                               |
| 7  | Центральный Рынок — Училище Виноделия (угол улиц Сармизегетуза и Ботаника Веке)                         |
| 8  | Фабрика им. Лазо (угол Болгарской ул. и ул. 31 августа 1989) — Костюжены                                |
| 9  | Малая Малина — Боюканы                                                                                  |
| 10 | Центральный рынок — Улица Дойны (городское кладбище)                                                    |
| 11 | Вистерничены — Ставчены                                                                                 |

В 1972 году в городе действовал уже 21 автобусный маршрут. По маршрутам ходили автобусы ЛАЗ-695, позже в город стали поступать ЛиАЗ-677.
| №  | Маршрут |
| -- | --- |
| А  | Агентство Аэрофлота (бульвар Негруцци, 8; в настоящее время — офис авиакомпании Air Moldova) — Аэропорт                    |
| 5  | Центральный рынок — Промзона «Новые Чеканы»                                                                                |
| 6  | Центральный рынок (Армянская улица) — Дурлешты                                                                             |
| 7  | Улица Флорилор (Рышкановка) — Улица 31 августа 1989 (Дом Офицеров)                                                         |
| 8  | Кольцевой: Улица 31 августа 1989 (Дом Офицеров) — Телецентр — Костюжены — Телецентр — Улица 31 августа 1989 (Дом Офицеров) |
| 9  | Онкологический институт (Малая Малина) — Улица Иона Крянгэ                                                                 |
| 10 | Центральный рынок (Улица Митрополит Варлаам) — СУ-818 (Старая Почта)                                                       |
| 11 | Улица 31 августа 1989 — Дурлешты                                                                                           |
| 12 | Центральный рынок (Улица Митрополит Варлаам) — Промзона «Новые Чеканы» (через Мелькомбинат)                                |
| 13 | Улица Студенческая (Рышкановка) — Бульвар Дечебал (Ботаника)                                                               |
| 14 | Улица Индепенденцей (Ботаника) — Новые Боюканы                                                                             |
| 15 | Улица 31 августа 1989 (Дом Офицеров) — Школа (Телецентр)                                                                   |
| 16 | Железнодорожный вокзал — База «Молдупрснабсбыта» (Петрикань)                                                               |
| 17 | Улица Вероника Микле (Центр) — Аэропорт                                                                                    |
| 18 | Центральный рынок (Бендерская улица) — Сынжера                                                                             |
| 19 | Улица Димо (Рышкановка) — Улица Гика Вода (Ботаника)                                                                       |
| 20 | Улица Марии Чиботарь (Центр) — Гидигич                                                                                     |
| 30 | Улица Марии Чиботарь (Центр) — Вадул-луй-Водэ                                                                              |
| 35 | Улица 31 августа 1989 — Яловены                                                                                            |
| 36 | Центральный рынок — Бубуечь                                                                                                |
| 37 | Центральный рынок — Ставчены                                                                                               |

В 1980-е годы сеть кишинёвского городского автобуса развивалась быстрыми темпами. В 1983 году на улицах Кишинёва работали 32 автобусных маршрута общей протяжённостью 415 километров. На линии выходили 258 автобусов в день. Объём пассажирских перевозок в городе составлял 107 миллионов пассажиров в год. С 1961 года к 1982 году объёмы перевозки пассажиров возросли в Кишинёве в 5 раз. Парк городских автобусов был заменён на новые для того времени венгерские машины Ikarus-260 и Ikarus-280.
| №   | Маршрут                                                                                   |
| --- | ----------------------------------------------------------------------------------------- |
| А   | Центральный рынок ( Центральный автовокзал) — Аэропорт                                    |
| 2   | Центральный рынок (Болгарская улица) — Криково                                            |
| 3   | Улица Куза Водэ (Ботаника) — Улица Алба-Юлия, завод «Альфа» (Боюканы)                     |
| 4   | Улица 31 августа 1989 (Центр) — 1-е отделение ОПХ (Ботаника)                              |
| 5   | Болгарская улица (Центр) — Стекольный завод (Чеканы)                                      |
| 6   | Болгарская улица (Центр) — СПМК-2 (Боюканы)                                               |
| 7   | Улица Индепенденций — КСХИ (Петрикань)                                                    |
| 8   | Улица 31 августа 1989 (Центр) — Посёлок Кодры                                             |
| 9   | Онкологический институт (Малая Малина) — Дурлешты                                         |
| 10  | Болгарская улица (Центр) — Улица Дойны, городское кладбище (Старая Почта)                 |
| 11  | Улица 31 августа 1989 — Дурлешты (через Телецентр)                                        |
| 12  | Улица Тигина (Центр) — Чеканы                                                             |
| 13  | Республиканская клиническая больница (Малая Малина) — Центральная типография (Рышкановка) |
| 14  | Проспект Дачия (Ботаника) — Улица Париж (Боюканы)                                         |
| 15  | Улица 31 августа 1989 — Улица Друмул Скиноасей (Телецентр)                                |
| 16  | Болгарская улица (Центр) — Жилгородок КСХИ (Петрикань)                                    |
| 17  | Железнодорожный вокзал — Жилгородок Аэрофлота (Ботаника)                                  |
| 18  | Железнодорожный вокзал — Сынжера                                                          |
| 19  | Улица Куза Водэ (Ботаника) — Кинотеатр «Шипка» (Рышкановка)                               |
| 20  | Улица 31 августа 1989 (Центр) — Гидигичское водохранилище                                 |
| 21  | Железнодорожный вокзал — Сынжера — Госптицефабрика                                        |
| 22  | Автобусный парк № 2 (Ботаника) — Мотель (Телецентр)                                       |
| 23  | Железнодорожный вокзал — Улица Садовяну (Чеканы)                                          |
| 24  | Улица Тигина (Центр) — Колоница                                                           |
| 25  | Автобусный парк № 2 (Ботаника) — Железнодорожный вокзал                                   |
| 26  | Улица Студенческая (Рышкановка) — Улица Алба-Юлия, завод «Альфа» (Боюканы)                |
| 27  | Болгарская улица (Центр) — СУ-818 (Старая Почта)                                          |
| 29  | Улица 31 августа 1989 (Центр) — Улица Петру Заднипру (Чеканы)                             |
| 30  | Улица Студенческая (Рышкановка) — Вадул-луй-Водэ                                          |
| 35  | Улица 31 августа 1989 (Центр) — Яловены                                                   |
| 36  | Улица Тигина (Центр) — Бубуечь                                                            |
| 36a | Улица Тигина (Центр) — Бубуечь — Посёлок Бык — Тракторная бригада                         |
| 37  | Болгарская улица (Центр) — Ставчены                                                       |

Во второй половине 1980-х годов вводились новые маршруты автобусов. Многие маршруты существовали недолго и не попали на транспортные карты, сведений о их пути следования не сохранилось.

## Современное состояние
В 1990-е годы большинство автобусных маршрутов города были закрыты, в связи с бурным развитием городского маршрутного такси, дублирующего прежние автобусные маршруты. К 2004 году в городском автопарке находились всего 180 машин, из них в рабочем состоянии было только 125 автобусов, причём около половины из них уже выработала свой ресурс. На линии выходили ежедневно только 80-85 автобусов. В 2004 году были закуплены для нужд городского общественного транспорта 50 автобусов ЛиАЗ-5256.25А. Это позволило восстановить некоторые автобусные маршруты города, в частности, маршруты № 3, № 5 и № 16. В 2006 году город закупил в Германии партию автобусов MAN Lion’s Classic.
По состоянию на лето 2010 года в Кишинёве выходили на улицы от 89 до 99 автобусов. В декабре того же года начальник управления общественного транспорта и путей сообщения Вячеслав Цернэ сделал по просьбе примара Кишинёва Дорина Киртоакэ заявление, в котором сказал, что из необходимых городу 250 автобусов на данный момент на линии могут выйти всего 108 машин. Также он сказал о необходимости изменения некоторых маршрутов с целью их оптимизации в связи с изменением пассажиропотока в сторону его увеличения.
В настоящее время в городе действуют 29 автобусных маршрутов. Чисто внутригородских маршрутов всего 4 — это маршруты № 3, № 5, № 16 и № 23. Два из городских автобусных маршрутов следуют до аэропорта Кишинёва (№ «А» и № 65, проходящий недалеко от здания аэровокзала). Остальные маршруты являются пригородными. Большинство маршрутов кишинёвского автобуса отправляется от Центрального рынка (расположен рядом с  Центральным автовокзалом города). Ниже приведены маршруты по состоянию на лето 2018 года.
С 2017 года автобусный маршрут "А" отменён, вместо него курсирует троллейбусный маршрут № 30.

## Маршруты
| №  | Маршрут                                            | Путь следования |
| -- | -------------------------------------------------- | --- |
| 2  | ул. Василе Александри — Криково                    | Улица Василе Александри — Улица Александру чел Бун — Улица Пушкина — Улица Иерусалим — Проспект Виеру (обратно по ул. Албишоара - ул. Василе Александри) — пр. Ренаштерий Национале — Улица Каля Орхеюлуй — Криково |
| 4  | Ул. Индепенденцей — Бэчой                          | Улица Индепенденцей — бул. Траян (обратно по пр. Куза Водэ) — ул. Гренобле — Бэчойская Дорога — село Брэила — село Стрэистень — Село Бэчой |
| 5  | «Мегаполис» — пр. Куза Водэ                        | «Мегаполис» - улица Буковинская - улица Милеску Спэтару — Улица Петру Заднипру — Проспект Мирча чел Бэтрын — Улица Алеко Руссо — Киевская улица — Улица Тудора Владимиреску — пр. Ренаштерий Национале - проспект Григоре Виеру — Улица Тэнасе — Улица Митрополита Бэнулеску-Бодони (обратно по ул. Пушкина) — Проспект Штефана чел Маре — Улица Чуфля — Виадук - Проспект Дачия — проспект Куза-Водэ                                                                      |
| 9  | пл. Кантемира — Посёлок Кодру                      | Площадь Кантемира — Проспект Штефан чел Маре — Улица Тигина — Улица А. Матеевича — Улица П. Халиппа (обратно по ул. Измаильской)— Улица Ион Инкулец — Улица Тестимецану — Улица Гренобля — Улица Костюженская — Посёлок Кодру |
| 10 | ул. Василе Александри — Гратиешты                  | улица Василе Александри - улица Александру Чел Бун - улица Пушкина - Улица Иерусалим (обратно: улица Албишоара - ул. Василе Александри)) - проспект Григоре Виеру - пр. Рнаштерий Национале - улица Путней (обратно: улица Каля Орхеулуй) - улица Василе Бадю - улица Дойна - Гратиешты: улица Штефан Чел Маре |
| 11 | ул. Измаильская — пл. Кантемира (через Дурлешты)   | Улица Измаильская — пр. Кантемира - бульвар Негруцци - Проспект Штефана чел Маре — Улица Митрополита Бэнулеску-Бодони — Улица А. Матеевича — Улица Василе Александри — Шоссе Хынчешть — Улица Яловенская — Дурлешты - ул. Тудора Владимиреску - ул. Крянгэ - пл. Кантемира Обратный путь: Пл. Кантемира - ул.Крянгэ - ул. Тудора Владимиреску - Дурлешты - ул. Яловенская - ул. Спикулуй - шоссе Хынчешть - ул. Миорица - ул. Георге Асаки - ул. Халиппа - ул. Измаильская |
| 16 | Аграрный университет — Ватра                       | Аграрный университет — ш. Балкань — ул. Петрикань — ул. Михай Витязул — ул. Колумна — ул. Х.Коандэ — ул. Каля Ешилор — город Ватра |
| 18 | Измаильская ул. — Ревака (через Мунчештское шоссе) | Измаильская улица — пр. Кантемира (обратно по бульвару Негруцци — Проспект Штефана чел Маре) — Бульвар Гагарина ( Железнодорожный вокзал) — Шоссе Мунчешть — Сынжера - Ревака |
| 19 | пр. Куза Водэ — ул. Студенческая                   | Пр. Куза Водэ - ул. Гренобля - ул. Валя Кручий — пр. Дачия — пр. Куза Водэ — ул. Сармизегетуза (обратно по ул. Зелинского) - пр. Дечебала — пр.Гагарина( Железнодорожный вокзал) — ул. Албишоара — пр. Ренаштерий Национале - ул. Тудора Владимиреску — ул. Киевская — Московский пр. — ул. Студенческая |
| 23 | Измаильская улица (UNIC) — Улица Иона Думенюк      | Улица Измаильская — Проспект Штефана чел Маре — Улица Чуфля (обратно по ул. Бухарестской - ул. Измаильской) - Виадук — Проспект Дачия — Улица Буребиста — Улица Сармизегетуза — Улица Грэдина Ботаникэ — Заводская улица — Улица Волунтарилор — Улица Мештерул Маноле — Проспект Мирча чел Бэтрын — Улица Петру Заднипру — Улица Садовяну — Улица Игоря Виеру — Проспект Мирча чел Бэтрын - Улица Иона Думенюк                                                             |
| 24 | ул. Тигина — Посёлок Колоница                      | Улица Тигина — Улица Колумна (обратно ул. Аврам Янку или ул. Александру чел Бун) — Измаильская улица — Улица Вадул-луй-Водэ — Улица Отоваска — Улица Подул Ыналт — Улица Будешть — Улица Мерень — Улица Ваду луй Водэ — Колоница |
| 26 | пр. Алба-Юлия — ул. Дойна                          | Балканское шоссе — ул. Ливиу Дeляну —пр. Алба Юлия (на обратном пути по Алба Юлия) - ул. Ион Крянгэ — пр. Штефан чел Маре - ул. Митрополита Бэнулеску-Бодони — ул. 31 Августа 1989 — ул. Пушкина (обратно по ул. Митрополита Бэнулеску-Бодони) - ул. Константина Тэнасе — пр. Григоре Виеру — пр. Ренаштерий Национале - ул. Тудора Владимиреску — ул. Киевская — Московский проспект — Студенческая ул. —ул. Соколень — ул. Дойна — Кладбище "Сф. Лазэр"                  |
| 28 | ул. Василе Александри — Гульбоака                  | Улица Василе Александри — Улица Александру чел Бун — Улица Пушкина — Улица Иерусалим — проспект Григоре Виеру (обратно по ул. Албишоара - ул. Василе Александри) — проспект Ренаштерий Национале — Улица Тудор Владимиреску — Улица Киев — Московский проспект — Улица Студенческая — Улица Соколень — Улица Дойна — Посёлок Гратиешты — Село Гульбоака |
| 31 | ул. Тигина — Вадул-луй-Водэ                        | Улица Тигина — Улица Колумна (обратно ул. Аврам Янку или ул. Александру чел Бун) — Измаильская улица — Улица Вадул-луй-Водэ — Улица Отоваска — Улица Подул Ыналт — Улица Будешть — Улица Мерень — Улица Ваду луй Водэ — Село Тогатино — Село Будешть — Вадул-луй-Водэ |
| 33 | Измаильская ул. — Добружа                          | Измаильская ул. — пр. Кантемира (обратно бульвар Негруцци - пр. Штефана чел Маре) - Бульвар Гагарина — пр. Дечебала — Проспект Дачия — Галата - Посёлок Сынжера — Посёлок Добружа |
| 38 | ул. Тигина — Крузешты                              | Улица Тигина — Улица Колумна (обратно ул. Аврам Янку или ул. Александру чел Бун) — Улица Измаил — Улица Вадул-луй-Водэ — Улица Отоваска — Улица Подул Ыналт — Улица Будешть — Улица Мерень — Улица Ваду луй Водэ — Тогатино — Крузешты |
| 39 | ул. Тигина — Бык                                   | Улица Тигина — Улица Колумна (обратно ул. Аврам Янку или ул. Александру чел Бун) — Измаильская улица — Заводская улица — Бубуечь — Бык |
| 44 | Измаильская ул. — Ревака (через проспект Дачия)    | Улица Измаильская — Проспект Кантемира (обратно бульвар Негруцци - пр. Штефана чел Маре)— Бульвар Гагарина ( Железнодорожный вокзал) — Бульвар Дечебал — Проспект Дачия — Новобачойская ул. - Посёлок Сынжера — Село Ревака |
| 46 | ул. Мелестиу — Гидигич                             | Ул. Мелестиу - ул. Валя Трандафирилор - ул. 31 Августа 1989 года - ул. Чуфля - пр. Штефана чел Маре - пл. Кантемира - Ясская дорога - село Гидигич |
| 47 | ул. Василе Александри — Чореску                    | Улица Василе Александри — Улица Александру чел Бун — Улица Пушкина — Улица Иерусалим — проспект Григоре Виеру (обратно по ул. Албишоара - ул. Василе Александри) — проспект Ренаштерий Национале — Улица Тудора Владимиреску — Киевская улица — Московский проспект — Улица Студенческая — Улица Каля Орхеюлуй — Село Чореску |
| 48 | ул. Василе Александри — Фэурешть                   | Улица Василе Александри — Улица Александру чел Бун — Улица Пушкина — Улица Иерусалим — проспект Григоре Виеру (обратно по ул. Албишоара - ул. Василе Александри) — проспект Ренаштерий Национале - Улица Тудора Владимиреску — Киевская улица — Московский проспект — Улица Студенческая — Улица Каля Орхеюлуй — Село Чореску — Село Гояны — Село Фэурешть |
| 49 | Измаильская улица — Фрумушика                      | Измаильская улица — Проспект Кантемира (обратно бульвар Негруцци - пр. Штефана чел Маре) — Бульвар Гагарина ( Железнодорожный вокзал) — Бульвар Дечебал — Проспект Дачия — Посёлок Бачоий Ной — Посёлок Бачой — Село Фрумушика |
| 65 | Измаильская ул. — Мунчештское шоссе                | Измаильская улица — пр. Кантемира (обратно бульвар Негруцци - пр. Штефана чел Маре) — пр. Гагарина — пр. Дечебала — Проспект Дачия — ул. Новобачойская — Шоссе Мунчешть, 810 |

## Междугородный автобус
Первая попытка организовать перевозки между Кишинёвом и близлежащими сёлами в начале XX века была предпринята купцом Суручаном в 1909 году. Движение было запущено уже в 1926 году в Бессарабии, находившей в то время в составе Румынии. Функционировали два основных маршрута: Кишинёв — Оргеев и Кишинёв — Хынчешть. В начале 1930-х годов была открыта новая автобусная линия Кишинёв — Страшены — Калараш.
Основное развитие междугородные автобусные перевозки получили после Великой Отечественной войны. В 1974 году был открыт  Центральный автовокзал города, с которого отправлялись пригородные и междугородные маршруты. В 1982 году, с целью разгрузки Центрального автовокзала, была открыта автостанция Южная (в настоящее время  Южный автовокзал Кишинёва). Пассажиропоток на междугородных линиях, отправляющихся с кишинёвских автовокзалов, достиг в 1984 году 9.5 миллионов человек в год.
В 2005 году был открыт новый  Северный автовокзал, на который были переведены 350 рейсов с Центрального автовокзала. На Северный и Южный автовокзалы были переведены большинство международных и дальних междугородных рейсов, в настоящее время с Центрального автовокзала осуществляются в основном пригородные рейсы в города и сёла Молдовы и Приднестровья и несколько международных рейсов в города России и Румынии.
Кишинёв в настоящее время связан автобусным сообщением с большинством населённых пунктов Молдовы, а также с населёнными пунктами других стран. Используются комфортабельные автобусы различных классов, такие, как Setra, Mercedes-Benz, MAN, Neoplan, Ikarus и другие.
- Украина: Киев, Одесса, Ялта, Симферополь, Умань, Измаил, Полтава и другие;
- Румыния: Бухарест, Яссы, Клуж-Напока, Констанца и другие;
- Россия: Москва, Санкт-Петербург, Старый Оскол, Краснодар и другие;
- Беларусь: Минск
- Чехия: Прага, Плзень, Карловы Вары
- Германия: Бремен, Пфорцгейм
- Греция: Афины
- Болгария: София